# Accession Records
 Accession Records  — це незалежний німецький лейбл (інді-лейбл), заснований у 1996 році фронтменом гурту Diary of Dreams Адріаном Хейтсом. Перший час на лейблі виходили виключно альбоми DoD, переломним став 1999 рік - були укладенні контракти з іншими гуртами. Тоді ж були наведені зв'язки з заокеанськими лейблами-партнерами - канадським Gashed! та американським Metropolis Records.

## Музиканти лейблу
За часи свого існування з лейблом співпрацювали такі колективи, як: 
- Diorama
- Assemblage 23
- Haujobb
- SITD
- Claire Voyant
- Sinine
- Human Decay
- Painbastard
- Angels Of Venice
- Clear Vision
- Cyber Axis
- Spektralized
- Panzer AG
- Psyche